# Aurelio González Isla
Aurelio González Isla (Barcelona, 1916-íd., 19 de enero de 2009) fue ingeniero de caminos, canales y puertos, y académico numerario de la Real Academia de Ciencias y Artes de Barcelona, fue el primer presidente de la Federación Catalana de Vela.
Sustituyó a Fèlix Escalas el 1964 en la Región de Levante y Baleares de la Federación Española de Clubes Náuticos, fue el primer presidente de la Federación Catalana de Vela que surgió como delegación territorial de la Federación Española de Vela con sede en Barcelona en 1965. Fue el diseñador de la mayoría de puertos de la costa catalana durante la posguerra, etapa en la cual surgió su pasión por la vela, en especial por la Flying-Dutchman, clase de la cual era un experto navegante. El 1946 fue nombrado director del grupo de puertos de Tarragona en Barcelona, y el 1961, del grupo de Barcelona en Gerona, y se dedicó principalmente a la construcción de puertos de modelo reducido a escala natural. Perteneció a organizaciones internacionales de técnica costera y portuaria, como la PIANC (Permanente International Association Navigation Congresses), con sede en Bruselas, y también fue director de la Junta de Obras del Puerto de Barcelona de 1962 a 1973, época en la cual este emprendió su modernización y expansión.